# Pekarski žagovinar
Pekarski žagovinar (znanstveno ime Monochamus galloprovincialis) je hrošč iz družine kozličkov. 
Prvi ga je leta 1795 opisal Olivier in ga takrat uvrstil v rod Cerambyx. Gre za hrošča, ki je prvotno poseljeval Evropo in Kavkaz, kasneje pa so ga zanesli tudi drugam. Predstavlja škodljivca v lesni industriji, saj je vektor za parazitsko vrsto nematod borove ogorčice (Bursaphelenchus xylophilus), njegove ličinke pa so gostitelj parazitskim vrstam os, Dolichomitus tuberculatus.

## Opis in biologija
Odrasli hrošči imajo črno telo in dosežejo v dolžino med 12 in 26 mm. Tipalke so dvakrat daljše od telesa. Obstajajo primerki, ki imajo glavo, tipalke, noge in del predprsja rdeče rjav. 
Roji od sredine maja do septembra. Samica v 62 dneh odloži 11-24 jajčec v luknjice, ki si jih pripravi sama v kambiju na oslabljenih ali sveže posekanih drevesih iglavcev. Iz jajčec se po 7 do 15 dneh izležejo ličinke, ki se nato zavrtajo pod skorjo in se sprva prehranjujejo v območju kambija in floema, kasneje pa se zavrtajo globlje v beljavo, kjer naredijo do 12 cm dolge in 1 cm široke rove. Med hranjenjem naredijo veliko žagovine. Ličinke se nato na koncu rovov zabubijo v posebnih kamricah, ki so na stoječih drevesih pravokotno naravnane na skorjo, na ležečih deblih pa vzporedno. Stadij bube traja 14 do 19 dni, nato pa se imagi pregrizejo na plano in se začnejo hraniti s skorjo vejic in z iglicami. Samec živi do 74 dni, samica pa okoli 84 dni. Življenjski krog traja eno leto.

## Podvrste
- Monochamus galloprovincialis cinerascens Motschulsky, 1860
- Monochamus galloprovincialis galloprovincialis (Olivier, 1795)
- Monochamus galloprovincialis pistor (Germar, 1818)
- Monochamus galloprovincialis tauricola Pic, 1912